# 川奈ホテル

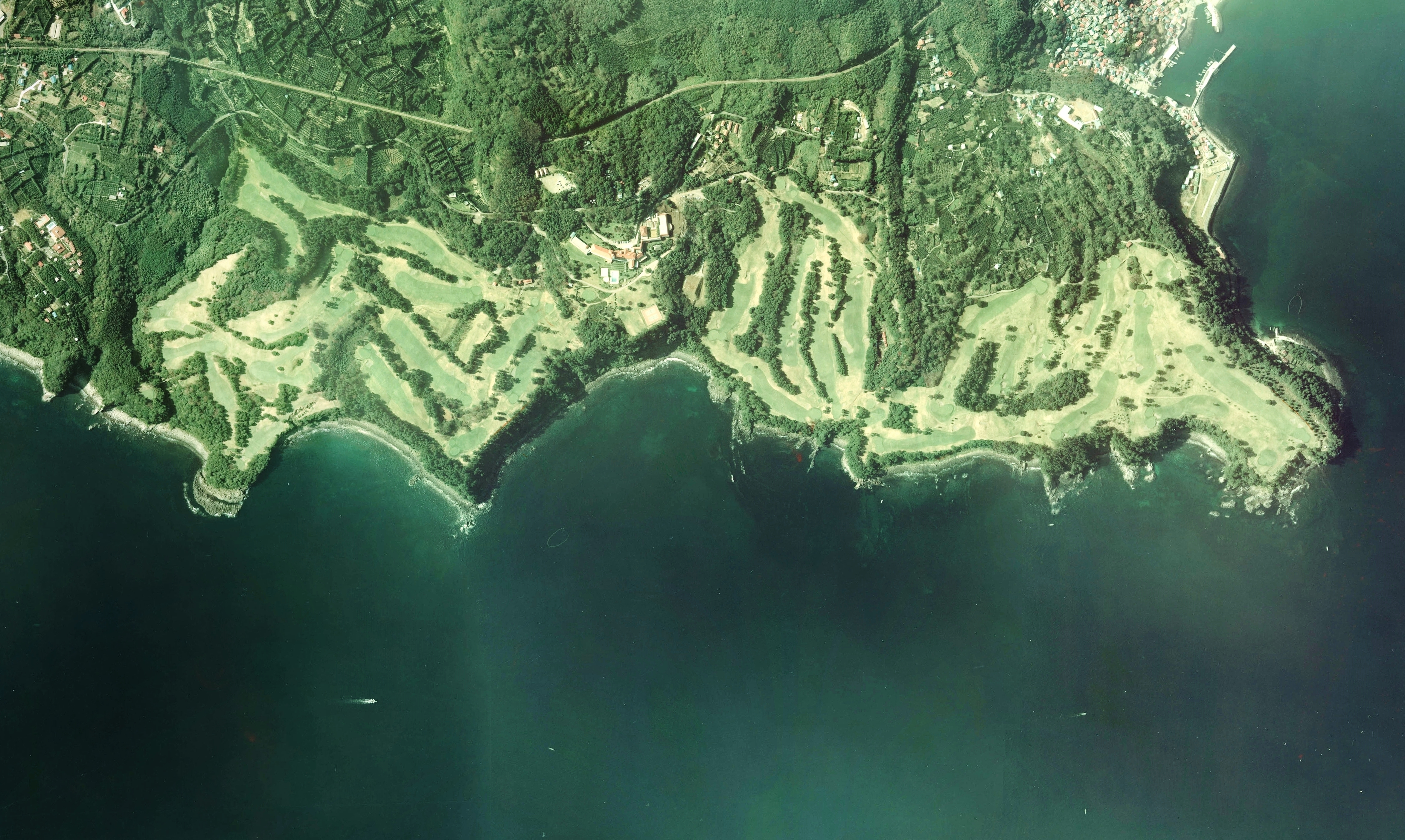
川奈ホテルゴルフコース。中心に川奈ホテルがある。。

川奈ホテル（かわなホテル）は、静岡県伊東市川奈にあるリゾートホテルである。
設計者は高橋貞太郎。

## 歴史

### 設立
明治時代に大倉喜七郎が、イギリス帝国留学中の20世紀初頭、貴族たちが利用していたゴルフ場、乗馬、テニス、フィッシング、プールなどの施設を備えたスコットランドにあるリゾートホテル、グレンイーグルス・ホテル（2005年にはサミットで使用）に滞在し、感銘を受けて帰国後、大倉財閥の別荘として建設される。
まず先にゴルフ場が開業したものの、国の贅沢税としての奢侈税に反対した大倉がそれに対抗して、ゴルフ場を一時閉鎖。当時の貴族や有力者による仲介により国との和解が成立し、1934年（昭和9年）に丹那トンネルが開通して熱海駅までの便が良くなるに合わせゴルフ場は再開。
その和解案の一つとして、国際連盟を脱退し鎖国状態であった日本への外国人観光客誘致のための国際的なリゾートホテル建設が国としても急務になり、その建設費を低金利で融資するということになった。さらに1935年（昭和10年）に伊東線が開通すると観光地として脚光を浴びるようになった。
1936年（昭和11年）には、川奈ホテルともう一つのゴルフコースの富士コースが完成。同年12月6日に行われたゴルフ場完成式は久邇宮朝融王、朝香宮鳩彦王、東久邇宮稔彦王が出席する華やかなものとなった。
1941年12月の大東亜戦争（太平洋戦争）開戦直後には、戦時交換船で帰国するまでの間のイギリス大使館やアメリカ合衆国大使館員の抑留先となる。戦時中に大日本帝国陸軍大将であった東条英機に目を付けられ、視察に訪れた一団を牧場に見せかけるため、近くの農家から牛と馬をゴルフコース内に放ち偽装したというエピソードがあるが、結局は大日本帝国海軍の病院として接収された。戦後は米軍、英軍、濠軍などの連合国軍による接収を経て1952年に大倉財閥の元へ戻る。
当時の貴族や有力者の中では、川奈で年末年始を過ごすことが何よりのステータスであったと言われるほどであった。
なお、川奈ホテル本館と田舎家は登録有形文化財に登録されている。

### 第二次世界大戦後
東京急行電鉄総帥の五島慶太からホテル前に伊豆急行線の駅を作る提案を受けた時に、大倉喜七郎は「当ホテルはリゾートホテルの趣旨を理解された、それなりのステータスのお客様を対象としており、それらの方々は自家用車で来られるわけであるから電車で来場する一般客を対象としているわけではなく、そのために騒がしくなることはホテルの趣旨に反する」と断った。現在もホテル前には駅はなく、細い道路で来場するしかなく、周囲とは隔絶されたホテルを守っている。1962年（昭和37年）に開業したホテルオークラとは、後述の経営譲渡まで提携関係にあったが、同社の子会社ではない。
1954年：マリリン・モンローとジョー・ディマジオ（NYヤンキースのスター選手）夫妻が新婚旅行で来日時に、川奈ホテルを東京の取材攻勢から逃れるためお忍びで訪れ、その際に深夜にお腹をすかしたマリリンが部屋食でオーダーしたオムライスを気に入り2番2度食したというエピソードが有名である。
1965年：皇太子・皇太子妃（のち上皇、上皇后）が静養のため来臨した。天皇・皇后在位時の2010年にも再度行幸している。また昭和天皇も川奈ホテルに行幸している。

### 経営再建
1980年代後半以降のバブル景気時代に、筆頭株主の大倉事業（大倉直系会社）や大倉商事が株投機などを目的に、自社が保有する関係会社の株式や川奈ホテルの不動産を担保にして複数の都市銀行から融資を受けるが、1998年（平成10年）に大倉商事が自己破産する。この影響により、一部の銀行が担保保全のため大倉事業が拠出した川奈ホテルの不動産抵当権（約340億円）の仮差押を実施し、大倉直系企業の経営危機が表面化する。
これにより資金繰りが悪化し、1984年（昭和59年）に募集した1口3,000万円のゴルフ会員権の逓減全額償還（譲渡禁止で30年間に亘り分割で預託金を満額償還し、権利が失効するもの）という川奈ホテル独自の方式について、償還の打ち止めを1999年（平成11年）に1年間、翌2000年（平成12年）に4年間延ばして実施したが、収支は好転せず、2002年（平成14年）5月21日に670億円の負債を抱えて東京地裁へ民事再生法を申請し経営破綻した。
1998年（平成10年）以来、川奈ホテルと水面下で交渉していたとされる堤義明が率いてきたコクド（2006年（平成18年）に（株）プリンスホテルへ事業承継）が再建スポンサーとして早期に名乗りを上げる。2つのゴルフ場を会員制からパブリック制に転換し、会員権の預託金の価値を大幅縮減することを条件として、同年8月1日付けでホテルとゴルフ場を併せて220億円で買収した（内160億円が銀行の抵当権解消に充当）。以後、コクド（現：プリンスホテル）子会社として運営されている。
経営難の元にあった1998年4月18日、当時の日本国内閣総理大臣の橋本龍太郎とロシア連邦大統領ボリス・エリツィンによる首脳会談（いわゆる川奈会談）が行われた。

## 付属施設
ゴルフコースが有名である。
大島コースと富士コース、二つのゴルフコースを持ち、日本では珍しい海沿いのコースとして人気がある。特に、富士コースはフジサンケイレディスクラシックが開催されるチャンピオンシップ・コースということもあり、非常に人気が高い。
あくまでホテル付属の施設であるため、原則として宿泊者以外のプレーはできなかった。経営再建後、大島コースのみ「日帰り客」でも利用可能とされている
1970年代中頃、当ゴルフコースを訪れていた大村智が周辺から土を採取した。この土壌より分離された放線菌が抗寄生虫薬（イベルメクチン）開発の鍵となり、大村は2015年にノーベル生理学・医学賞を受賞した。

## 特産品
売店で販売されている自家製フルーツケーキは、他所では入手できないため、川奈ならではの土産品として有名である。

## 交通
- JR伊東線伊東駅より、伊豆東海バス川奈ホテル行きにて「川奈ホテル」下車。
- 伊豆急行線川奈駅より、タクシー。約5分。